# ザ・ボルケーノ
ザ・ボルケーノ（英語: The Volcano）、別名ラバ・フォーク山（英語: Lava Fork volcano）は、カナダのブリティッシュコロンビア州北西部、コースト山脈を構成するバウンダリー山地にある小規模なスコリア丘である。ブリティッシュコロンビア州スチュワート の北西約60キロメートルに位置し、ラバ・フォーク川の源頭に近い。山頂の標高は1,656メートルで、そのプロミネンスは311メートルあり、離れた山尾根から氷河によって削られたＵ字谷となっている北壁を眺望すれば、荒涼とした光景に囲まれた中に聳え立つ山影を望むことが出来る。
ラバ・フォーク火山は、イスクット‐ウヌク川丘群と呼ばれる、小規模な火山群と関係がある。この構造はアラスカ州＝ユーコン準州境からブリティッシュコロンビア州プリンスルパート近郊に至る、さらに大規模な北コルディレラ火山区の一部である。この火山区に属する他の火山と比較して、ザ・ボルケーノの噴火活動は比較的最近である。地質学的研究から、ザ・ボルケーノとその火山噴出物はおよそ400年かけて形成されていったことが示されている。これは最終氷期のかなり後で、活動が終息したのはおよそ1万年前である。

## 地質
ザ・ボルケーノは、イスクット－ウヌク川丘群火山域にある10の火山のうち最南に位置し、その噴火活動は最も若い。その構造形成は不完全で、その標高と緯度の高さから形成される山岳氷河により氷食を受けている。この火山の基盤の標高は100メートルと推定されており、北コルディレラ火山区内の数少ない噴火記録のある活火山のひとつである。大半のスコリア丘と同じく、ザ・ボルケーノは火山灰と礫大のテフラ、火山弾が緩く積み重なって形成されている。この堆積は溶岩噴泉活動の期間中に生じたものだ。火口周辺には長さ0.5メートル以上の火山弾や火山ガスから昇華した硫黄の小規模な堆積が見受けられる。
他のイスクット－ウヌク川丘群と同様に、ザ・ボルケーノの成因はリソスフェアが張力を受けることにより生じた地殻の長く延びた断裂である大陸のリフト作用である。この初期段階のリフトは、太平洋プレートがアリューシャン海溝へ向けてクィーン・シャーロット断層沿いに北へスライドした結果生じたものである。大陸地殻に働く張力により、地表面近くの岩盤がリフト構造に沿って急角度で沈み込み断層を形成する。玄武岩質マグマがこうした破断部位を伝って上昇し、流出性噴火を引き起こす。このリフト地帯は少なくとも1490万年前から存在し、北コルディレラ火山区を形成した。この地質区内にある、現在活動のない火山の中には噴火を引き起こす可能性がある山が複数あり、ザ・ボルケーノは過去数百年以内に噴火歴を有する3つの火山のひとつである。 シーアスク山は、最後の噴火活動が18世紀で、この地質区にある最南端の火山である。一方、アラスカ州東端部の中央付近にあるプリンドル山が通常最北の火山と見なされており、噴火したのは1万年以上前である。

### 火山史

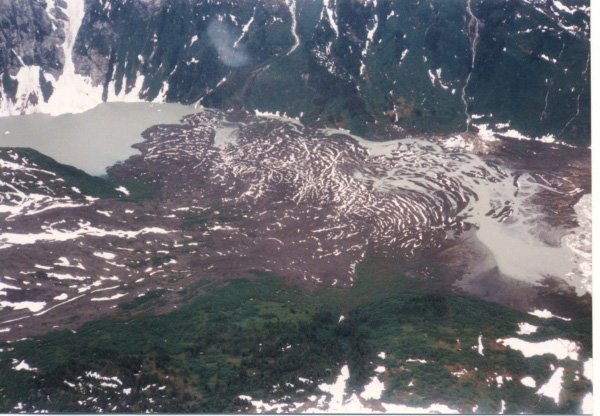
山脈の草木が生い茂る山腹を流れ下った、最後の噴火で噴出したパホイホイ溶岩流。画像の左上に写る高山湖は、２つあるラバ・レイクスのうちの南側である。

これまでに判明しているザ・ボルケーノの噴火活動は少なくとも2つのフェーズに区分できる。いずれの活動においても、噴火に伴って玄武岩質溶岩流が、ザ・ボルケーノのある山脈の花崗岩からなる山腹を延々と流れ下っている。この際には、溶岩流はラバ・フォーク渓谷に沿って5キロメートルも流下している。溶岩流はブリティッシュコロンビア州境を超えてアメリカ合衆国のアラスカ州側へ流れ込み、ウヌク川の支流のブルー川をせき止め、複数の湖を形成している。溶岩流の総延長はおよそ22キロメートルにおよび、プレッシャーリッジや溶岩チャンネルといった、溶岩流が冷え固まった当時の形状を未だに保っている。噴火中、何本もの大木が溶岩流に飲み込まれている。木々の根元が燃え上がり、上の幹や枝が凝固した溶岩の中に崩れ落ち、溶岩流の表面に埋まっていった。溶岩流が冷え固まった後、樹木の痕跡や溶岩洞が崩壊し、火山性の縦穴が形成されている。ある溶岩流の南端では、ウヌク川の平坦な沖積平野に幅広い終端ローブが広がっている。ザ・ボルケーノから噴出した火山灰と溶岩は、ルイス・カス山（アラスカ州－ブリティッシュコロンビア州境近傍にある標高1,094メートルの山）の近くにある小規模な氷河に未だ痕跡が残っている。
ザ・ボルケーノ由来の少なくともひとつの溶岩流が、国境委員会による探査中の1905年に、参加していたフレモント・モースの目にとまった。1906年にモースは、最後の噴火における溶岩流は「おそらく50年以内に起きている」と記述している。モースの報告書以降、樹木の年輪や放射性炭素年代測定技術を用いて、ザ・ボルケーノの2段階の活動フェーズのあらましが解析されていった。最初のフェーズは約360年前、後のフェーズはたった150年前に生じたと見積もられている。この事実は、ザ・ボルケーノがカナダにおける既知の火山において最も若く、ブリティッシュコロンビア州にある他の多くの火山と比較して、その火山活動時期が最近であることを示している。複数の資料で、ザ・ボルケーノの最後の噴火が1904年に発生したと記載されている。しかしながら、スミソニアン協会のGlobal Volcanism Programのデータによると、この噴火は確証が得られていないものとして扱われている。
ザ・ボルケーノの最後の噴火は150年前と推定されているが、1985年以後、北コルディレラ火山区において地震活動が記録された5つの火山の1つに当たる。他の火山は、キャッスル・ロック山（2回）とフードゥー山（8回）、クロー・ラグーン山（4回）、エジザ火山群（8回）である。地震データが示すところによると、これらの火山の地下のマグマだまりは未だ活発な状態にあり、北コルディレラ火山区の複数の火山が活動状態にあり顕著な火山災害を引き起こす可能性を秘めていることを示している。この地震活動は、フードゥー山やエジザ火山群のような、カナダにおける地質学的に新しい火山や、持続的に大きな噴火活動を引き起こす火山の双方と良く対応している。

## 人類史

### 名称の混乱
この山の名称は、1979年に実施されたケンブリッジ大学コースト山脈探査活動中にクリス・ディッキンソンによって提案された。この提案は1980年11月24日に採択され、以降正式名称として使用されることとなった。しかしながら、この名称は通常火山学関連の資料で目にすることはない。代わりに、近くを流れるクリークの名を借用して「ラバ・フォーク」もしくは「ラバ・フォーク火山」として非公式に言及されている。このような仕儀に至ったのは、英語においてザ・ボルケーノ (The Volcano) という名称が一般名詞であるためだ。英語で口頭説明する場合、「ザ・ボルケーノ (The Volcano)」と述べたのか「その火山 (the volcano)」と言及したのか明確ではなく、混乱を招き寄せる。ブリティッシュコロンビア州北西部のトゥヤ火山域にあるボルケーノ・ベント山やユーコン準州中央部のフォート・セルカーク火山域のボルケーノ山のように、カナダには類似した名称の火山が存在することも一因である。2009年現在、このザ・ボルケーノの非公式名称は、カナダ天然資源省も使用し続けている。

### 保護と監視活動
ザ・ボルケーノの火山噴出物と大規模な鉱泉の存在は、ラバ・フォークス州立公園として保護されている。2001年にクラスAの州立公園として設立されたこの極めて人里離れた公園は、敷地面積が7,000ヘクタールもある。公園内には、ザ・ボルケーノから噴出した溶岩流により形成された2つの堰止め湖であるラバ・レイクスがある。タールタン・ファースト・ネーションにより伝統的領域として主張されている地域に位置しているラバ・フォークス州立公園は、大規模な環境破壊後における植生の一次遷移や定着に関連する生態学的プロセス研究のフィールドとなっている。150年の噴火活動の無い期間を経て、苔や地衣類等の植生が溶岩流の表面を覆っている。アメリカツガやマウンテンヘムロック、そして山岳ツンドラ植生地理学的気候亜区分の植生もこの地域で見受けられ、バウンダリー山地生物地理区分の一部を形成している
他のイスクット－ウヌク川丘群と同じく、カナダの地質調査局はザ・ボルケーノにおけるマグマの活動状況を確認できるほど十分緊密な監視システムを構築できていない。その理由のひとつは、山が人里から隔絶した場所にあることであり、またそのひとつとして、カナダでは大規模な噴火が数百年にわたって生じていないことが挙げられる。結果として、火山監視は津波や地震、地すべりといった他の自然災害に比べて重要度が低い。しかしながら、地震活動の存在は将来的な火山活動の活発化を示唆しており、周囲の景観に変化をもたらすことになるだろう。このような憂慮から、カナダにある大学の研究者から大きな支援をえて、カナダにおける火山の状態について基礎データの構築が行われている

## 火山災害

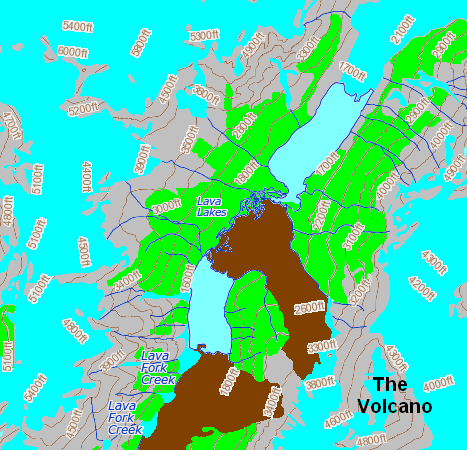
ザ・ボルケーノと周辺地勢の地形図。紺色の線がクリーク、くすんだ青色の領域が氷河、水色の部分がラバ・レイクス、緑の範囲が植生エリアで、茶色の部分がザ・ボルケーノから噴出した溶岩流である。

イスクット－ウヌク川火山域では過去1万年の間に、少なくとも7回の噴火が発生している。概ね1600年以降の噴火活動は全てザ・ボルケーノで起きている。その際の総噴出量は、2.2立方キロメートルと見積もられている。今後、ザ・ボルケーノが噴火した場合も、おそらくは過去360年間の噴火と同様の性質を呈するだろう。カナダにおいて噴火が生じる可能性は年間で200分の1であり、溶岩流の噴出を伴う場合は220分の1である。カナダで近い将来噴火が起こるとしたら、北コルディレラ火山区のほうが、他の無関係な火山区よりも可能性が高い。なぜなら、北コルディレラ火山区内にはイスクット－ウヌク川火山域があり、カナダにおいて最も活動的な火山地帯であるからだ。

### 影響
ザ・ボルケーノで噴火が発生したとしてもその影響は狭い範囲に収まると見られる。遠隔の無人地域にあるため、その火山災害は限定的で、危険性はあまり高くない。溶岩泉から噴出する火山灰と噴石も、この地域の航空路を遮断するほど高くはならないと見られる。しかしながら、バンクーバーとアラスカを結ぶ北部沿岸空路を低空で飛行する航空機については、危険に曝される可能性がある。最も近い主要航空路は東に約170キロ離れている。火山灰は視程を低下させ、ジェットエンジンに障害を引き起こし、他の航空システムにも損害を与える。
過去の火山活動において噴出した溶岩の構成からみて、将来の噴火において噴出する溶岩流も玄武岩質となるだろう。玄武岩質溶岩流はシリカの含有割合が小さく、流速は15から50キロメートルである。ザ・ボルケーノにおける150年前の最後の噴火において、溶岩流が谷筋をカナダ＝アメリカ合衆国国境を越えて流れたため、棲息する魚類や植生、動物に多大な影響を及ぼした。周辺の地勢から見て、将来の噴火で充分な量の溶岩が噴出すれば、地域の河川を再びせき止める可能性がある。そうなれば、魚類の棲息域と産卵場所にまた壊滅的な影響を与えるだろう。しかし、この噴火により地域の住民が何らかの影響を受けた記録はなく、目撃者がいた証言すら存在しない。ラバ・フォーク渓谷で幾度となく山火事が発生しているのは、噴出した溶岩の周囲に植生が存在したためである可能性もある。